# Training Air Wing One
La Training Air Wing ONE (TW-1 ou TRAWING 1) est une escadre aérienne d'entraînement d'aéronefs de l'US Navy basée à la Naval Air Station Meridian (NAS Meridian), située  au nord-est de Meridian dans le Mississippi, dans le comté de Lauderdale et le comté de Kemper. 
La TW-1 est l'une des cinq escadres aériennes d'entraînement du Naval Air Training Command et se compose de deux escadrons d'entraînement sur l'avion à réaction T-45C Goshawk. Elle forme des étudiants aviateurs navals de l'US Navy et de l'US Marine Corps et d'alliés internationaux.
La TW-1 produit environ 50% des pilotes d'appontage de l'US Navy, les 50% restants étant produits à la Training Air Wing Two stationnée au NAS Kingsville à Kingsville au Texas.

## Unités subordonnées
Le Training Air Wing One se compose de deux escadrons dont le code de queue est A :
| Code | Insigne | Escadron            | Surnom | Aéronef       |
| ---- | ------- | ------------------- | ------ | ------------- |
| VT-7 |         | Training Squadron 7 | Eagles | T-45C Goshawk |
| VT-9 |         | Training Squadron 9 | Tigers | T-45C Goshawk |